# Philinorbidae
Philinorbidae is een familie van weekdieren uit de klasse van de Gastropoda (slakken).

## Geslachten
- Antarctophiline Chaban, 2016
- Philinorbis Habe, 1950
- Pseudophiline Habe, 1976